# Sagogn
Sagogn (föråldrat tyskt och tidigare officiellt namn Sagens) är en ort och kommun i regionen Surselva i kantonen Graubünden, Schweiz. Kommunen har 766 invånare (2023).

## Språk
Traditionellt har så gott som hela befolkningen haft sursilvansk rätoromanska som modersmål. Mot slutet av 1900-talet har dock en betydande tyskspråkig minoritet vuxit fram, huvudsakligen genom inflyttning. Vid folkräkningen 2000 hade 40% av befolkningen tyska som huvudspråk. Språket i skolan är alltjämt surselvisk rätoromanska. Kommunen är officiellt enspråkigt rätoromansk, men förvaltningen är i praktiken är tvåspråkig. 

## Religion
Vid reformationen förblev Sagogn katolskt, men en minoritet i församlingen bröt sig ut och bildade en reformert församling, som dock inte fick en egen kyrkobyggnad förrän 1743. Religiösa konflikter under årtiondena runt sekelskiftet 1700 (rätoromanska "embrugls da Sagogn", tyska "Sagenser Handel") var nära att leda till inbördeskrig i Graubünden. 

## Arbetsliv
Tre fjärdedelar av de förvärsarbetande pendlar ut från Sagogn, främst till närbelägna staden Ilanz/Glion en halvmil västerut.